# Prima donna
Ne doit pas être confondu avec Première dame ou Primera dama.
Pour les articles homonymes, voir Prima donna (homonymie).
Originellement utilisé dans les compagnies d'opéra, prima donna est une expression italienne signifiant littéralement « première dame » (invariable au pluriel, parfois « prime donne » ou « primas donnas »).

## Étymologie et acceptions
Originellement utilisé dans les compagnies d'opéra, ce terme est d'abord utilisé pour désigner la chanteuse principale dans une compagnie d'opéra, c'est-à-dire la personne à laquelle le rôle principal est attribué. La prima donna était généralement une soprano. Le terme semble avoir été utilisé pour la première fois en 1610 dans une lettre du cardinal Ferdinand Gonzague adressée à son père le duc de Mantoue vantant la qualité du chant d'Adriana Baroni. 
Ce terme existe également au genre masculin, à savoir primo uomo (repris directement de l'italien, littéralement « premier homme »). Ce terme était utilisé autrefois pour désigner un chanteur interprétant dans un opéra le principal rôle pour soprano masculin (castrat), ou le principal chanteur remplissant ce rôle dans une troupe.
Depuis que les opéras utilisent de moins en moins une troupe fixe, le terme prima donna est devenu un synonyme de diva.
Le terme prima donna connait une seconde acception dans l'usage courant pour désigner une personne perçue comme égocentrique ou vaniteuse mais dont on ne peut cependant pas se passer.